# ONE Apus (schip, 2019)
De ONE Apus is een containerschip van ONE (Ocean Network Express) en werd in 2019 gebouwd. Het is een van de grootste containerschepen ter wereld. Het schip vaart onder Japanse vlag en heeft een capaciteit van 14.026 TEU. De geregistreerde eigenaar is Chidori Ship Holding LLC.
Het is het zesde schip van de serie van zeven nieuwbouwschepen op deze werf. Het is uitgerust met speciale technologie, een “dual rating system”, dat er voor zorgt dat de hoofdmotor significant minder schadelijke gassen uitstoot.  
De ONE Apus is gebouwd om te worden ingezet op de route Kaohsiung - Hongkong - Yantian - Cai Mep - Singapore - New York - Norfolk - Savannah - Charleston - New York - Singapore - Kaohsiung.

## Containers overboord
In de nacht van 30 november op 1 december 2020 verloor het schip 1816 containers door weersomstandigheden, op ongeveer 3000 kilometer ten noordwesten van Hawai. Het was onderweg van Yantian naar Long Beach, toen het getroffen werd door de kern van een depressie met zware windstoten. Hierdoor ging het schip zwaar rollen, waardoor de containers los schoten en overboord vielen. De gezagvoerder verlegde de koers om de veiligheid van bemanning en schip niet in gevaar te brengen. Daarna voer het schip in tegengestelde richting ten opzichte van geplande reis, kennelijk in een poging schip en lading te stabiliseren en door een gebied met betere weercondities te varen om zo meer schade te voorkomen.
Van slechts 64 van de overboord geslagen containers was in eerste instantie de inhoud bekend, omdat ze gevaarlijke stoffen bevatten: in 54 van de vergane containers zat vuurwerk, in acht containers batterijen en in twee vloeibare ethanol. Niet eerder had een schip een dermate groot aantal containers verloren. In 2019 verloor de MSC Zoe 342 containers tijdens gelijke omstandigheden.
Het schip is naar Kobe gevaren, waar na toestemming van de Japanse Coast Guard begonnen kon worden met het lossen van de containers. Pakweg 1000 containers werden eerst gesorteerd op te ernstige schade en die welke weer geladen konden worden en welke achter moesten blijven. Na het openen van elke container kon pas worden vastgesteld wat de uiteindelijke schade aan de lading was. De eerste schattingen vooraf bedroegen al 50 miljoen dollar. In verband met de veiligheid en de nodige administratie heeft het lossen lang geduurd. Het idee was naast de meegebrachte containers ook de wachtende gelijk te laden. Maar de rederij adviseerde om in verband met de veiligheid en operationele vertragingen sommige containers over te laden op andere schepen. Bovendien moesten de papieren weer op orde worden gebracht gebracht om containers in Californië te kunnen lossen. Verzekeringsexperts verhoogden de schattingen naar 100 miljoen dollar.  
Vertegenwoordigers van Japan en inspecteurs van het klassenbureau bekeken het schip gedurende het verblijf in Kobe. Het schip vertrok weer gedeeltelijk geladen op 16 maart 2021 naar Long Beach (Californië).